# John Roberts Reading

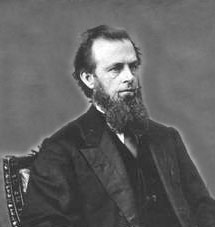
John Roberts Reading

John Roberts Reading (* 1. November 1826 in Somerton, Pennsylvania; † 14. Februar 1886 in Philadelphia, Pennsylvania) war ein US-amerikanischer Politiker. In den Jahren 1869 und 1870 vertrat er den Bundesstaat Pennsylvania im US-Repräsentantenhaus.

## Werdegang
John Reading besuchte die öffentlichen Schulen seiner Heimat und studierte danach bis 1847 am Jefferson Medical College in Philadelphia Medizin. Nach seiner Zulassung als Arzt begann er in Somerton in diesem Beruf zu praktizieren. Später absolvierte er das Hahnemann College, ebenfalls in Philadelphia, wo er Homöopathie studierte. Anschließend arbeitete er auch in diesem Berufszweig. Gleichzeitig schlug er als Mitglied der Demokratischen Partei eine politische Laufbahn ein.
Bei den Kongresswahlen des Jahres 1868 wurde Reading im fünften Wahlbezirk von Pennsylvania in das US-Repräsentantenhaus in Washington, D.C. gewählt, wo er am 4. März 1869 die Nachfolge des Republikaners Caleb Newbold Taylor antrat, den er bei der Wahl geschlagen hatte. Taylor legte aber gegen den Wahlausgang Widerspruch ein. Als diesem entsprochen wurde, musste Reading sein Mandat im Kongress am 13. April 1870 wieder an Taylor abtreten.
Im Jahr 1870 strebte Reading erfolglos seine Rückkehr in den Kongress an. Danach ist er politisch nicht mehr in Erscheinung getreten. Er starb am 14. Februar 1886 in Philadelphia.